# 阿贝赛报
《阿贝赛报》（西班牙語：ABC），或称ABC报，是西班牙的一家综合性日报，也是马德里最古老的报纸之一。

## 概况
《阿贝赛报》于1903年由托库阿托·卢卡·德特纳侯爵创办。该报最初为周刊，1905年6月变为日报。1929年阿贝赛报增设《塞维利亚阿贝赛报》，在塞维利亚出版，发行于安达卢西亚地区。西班牙内战开始后不久的1936年7月20日，马德里的《阿贝赛报》报社被人民阵线占领，出版的报纸改为支持共和国军队；而在塞维利亚出版的部分仍坚持以往观点，支持西班牙国民军。
战争结束后，两者重新合一，《阿贝赛报》成为西班牙第一大报。阿贝赛报的出版社一直在卡斯蒂利亚大道，后搬离，原址改成了一座购物中心。1998年，担任社长十五年的路易斯·玛丽亚·安森离开报社，创办了《理性报》，带走了一部分《阿贝赛报》的读者。2009年9月25日，《阿贝赛报》在线文档完成，自1903年至今的各期报纸都可以在网上浏览。
今日的《阿贝赛报》属于西班牙报业公司，版式稍小于4开。内容以国际新闻为主，重视文化和艺术方面的报道，以大尺寸的图片为特色。《阿贝赛报》在政治上倾向于西班牙王室，和保守派的观点。
该报网站于2021年11月28日被防火长城封锁。

## 外在链接
- ABC.es （页面存档备份，存于） 《阿贝赛报》在线版本
- The ABC （页面存档备份，存于） 对《阿贝赛报》的讨论